# NGC 5986
NGC 5986 è un ammasso globulare situato nella costellazione australe del Lupo.
Si individua 2,5 gradi a WNW della stella di seconda magnitudine Eta Lupi; un binocolo è sufficiente ad individuarlo, se la notte è buia. Un telescopio newtoniano già individua le stelle più luminose, che appaiono di tredicesima magnitudine. Una stella doppia di sesta si individua invece pochi primi d'arco a ESE. NGC 5986 è un ammasso di classe VII, dunque non particolarmente denso; sarebbe distante dal Sole poco meno di 40 000 anni-luce.
Alcuni gradi a nord, si evidenzia nelle foto a lunga esposizione e a grande campo la sottile nebulosa oscura B 228, della lunghezza apparente di circa 4 gradi da NW a SE.